# Astronomer Royal
Astronomer Royal war der Titel des Direktors des Royal Greenwich Observatory in Greenwich in seiner Eigenschaft als Hofastronom des britischen Königshauses.

## Geschichte
Das Amt wurde von Charles II. am 22. Juni 1675 ins Leben gerufen, indem er dem Astronomen John Flamsteed ein Gehalt von 100 £ jährlich anwies (entspräche heute inflationsbereinigt ca. 20.274 £) und ihn beauftragte, „sich mit genauester Sorgfalt und Fleiß der Verbesserung der Tafeln der Bewegungen des Himmels und der Positionen der Fixsterne zu widmen, um die ersehnte Bestimmung des Längengrades zu finden, wodurch die Kunst der Navigation sich vervollkommnen ließe.“
Als 1972 Margaret Burbidge die erste weibliche Direktorin des Royal Greenwich Observatories wurde, wurden die Funktionen getrennt, sodass sie den Titel nicht erhielt. Seitdem ist Astronomer Royal ein Ehrentitel für verdiente Astronomen, unabhängig von der Direktion des Observatoriums.

## Inhaber
- John Flamsteed (1675–1719)
- Edmond Halley (1720–1742)
- James Bradley (1742–1762)
- Nathaniel Bliss (1762–1764)
- Nevil Maskelyne (1765–1811)
- John Pond (1811–1835)
- George Biddell Airy (1835–1881)
- William Christie (1881–1910)
- Frank Dyson (1910–1933)
- Harold Spencer Jones (1933–1955)
- Richard van der Riet Wooley (1956–1971)
- Martin Ryle (1972–1982)
- Francis Graham-Smith (1982–1990)
- Arnold W. Wolfendale (1990–1995)
- Martin Rees (1995–2025)
- Michele Dougherty (seit 2025)